# Stenocatantops brevipennis
Stenocatantops brevipennis är en insektsart som beskrevs av Zhong, Yulin och Z. Zheng 2004. Stenocatantops brevipennis ingår i släktet Stenocatantops och familjen gräshoppor. Inga underarter finns listade i Catalogue of Life.